# Westgate Printing Grand Slam Futures Tampa Bay 2008
Il Westgate Printing Grand Slam Futures Tampa Bay 2008 è stato un torneo di tennis facente parte della categoria ITF Women's Circuit nell'ambito dell'ITF Women's Circuit 2008. Il montepremi del torneo era di $25.000 ed esso si è svolto nella settimana tra il 7 gennaio e il 13 gennaio 2008 su campi in cemento. Il torneo si è giocato nella città di Tampa negli Stati Uniti d'America.

## Vincitori

### Singolare
Anastasija Pivovarova ha sconfitto in finale  Audra Cohen con il punteggio di 6–4, 6–0.

### Doppio
Soledad Esperon /  Frederica Piedade hanno sconfitto in finale  Corinna Dentoni /  Anastasija Pivovarova con il punteggio di 6–2, 6(2)–7, [10–7].